# Rhabdalestes yokai
Rhabdalestes yokai es una especie de peces de la familia Alestiidae en el orden de los Characiformes.

## Hábitat
Es un pez de agua dulce y de clima tropical.

## Distribución geográfica
Se encuentran en África:  cuenca del río Congo